# Rashid bin Saeed Al Maktoum
Rashid bin Saeed Al Maktoum  (idioma árabe: بن سعيد آل مكت; Dubái, 1912 - Dubái, 7 de octubre de 1990) fue Vicepresidente, primer ministro de los Emiratos Árabes Unidos y Emir del Emirato de Dubái. Gobernó durante 32 años desde 1958 hasta su fallecimiento en 1990.